# Staatliche Antikensammlungen
Staatliche Antikensammlungen (pol. Państwowe Zbiory Starożytności) – muzeum sztuki w Monachium powstałe w 1848 roku.
Muzeum ma swoja siedzibę w klasycystycznym budynku przy Königsplatz w Monachium. Budynek muzealny, zaprojektowany przez Georga Friedricha Zieblanda, powstał w czasach Ludwika I Wittelsbacha. Otwarcia dokonano w 1848 roku. Przez kolejne dekady muzeum mieściło królewskie i państwowe kolekcje sztuki. Ucierpiało podczas II wojny światowej. Kolekcje wystawiane są ponownie od 1967 roku.
Kolekcja Staatliche Antikensammlungen obejmuje zbiory sztuki starożytnej, w tym etruskiej. Zaczątek zbiorów Wittelsbachów stanowiły dzieła sztuki zgromadzone przez księcia Albrechta V Bawarskiego w XVI wieku. Dla celów powstającego w XX wieku muzeum kolekcję antycznej ceramiki pochodzącej z wykopalisk we Włoszech przekazał Ludwik I Wittelsbach. W XX wieku do zbiorów dołączono kolekcje: archeologa Paula Arndta (1865–1937), bankiera Jamesa Loeba (1867–1933), dyplomaty Hansa von Schoena (1876–1969) oraz Helmuta Hansmanna (1924–1996).
Najstarsze artefakty pochodzą z okresu mykeńskiego (od 1600 p.n.e. do 1100 p.n.e.). Wśród garncarzy prezentowane są dzieła, m.in.: Amazisa, Eksekiasa i Eufroniosa. Muzeum posiada kolekcję rzeźb, artefaktów szklanych oraz biżuterii.

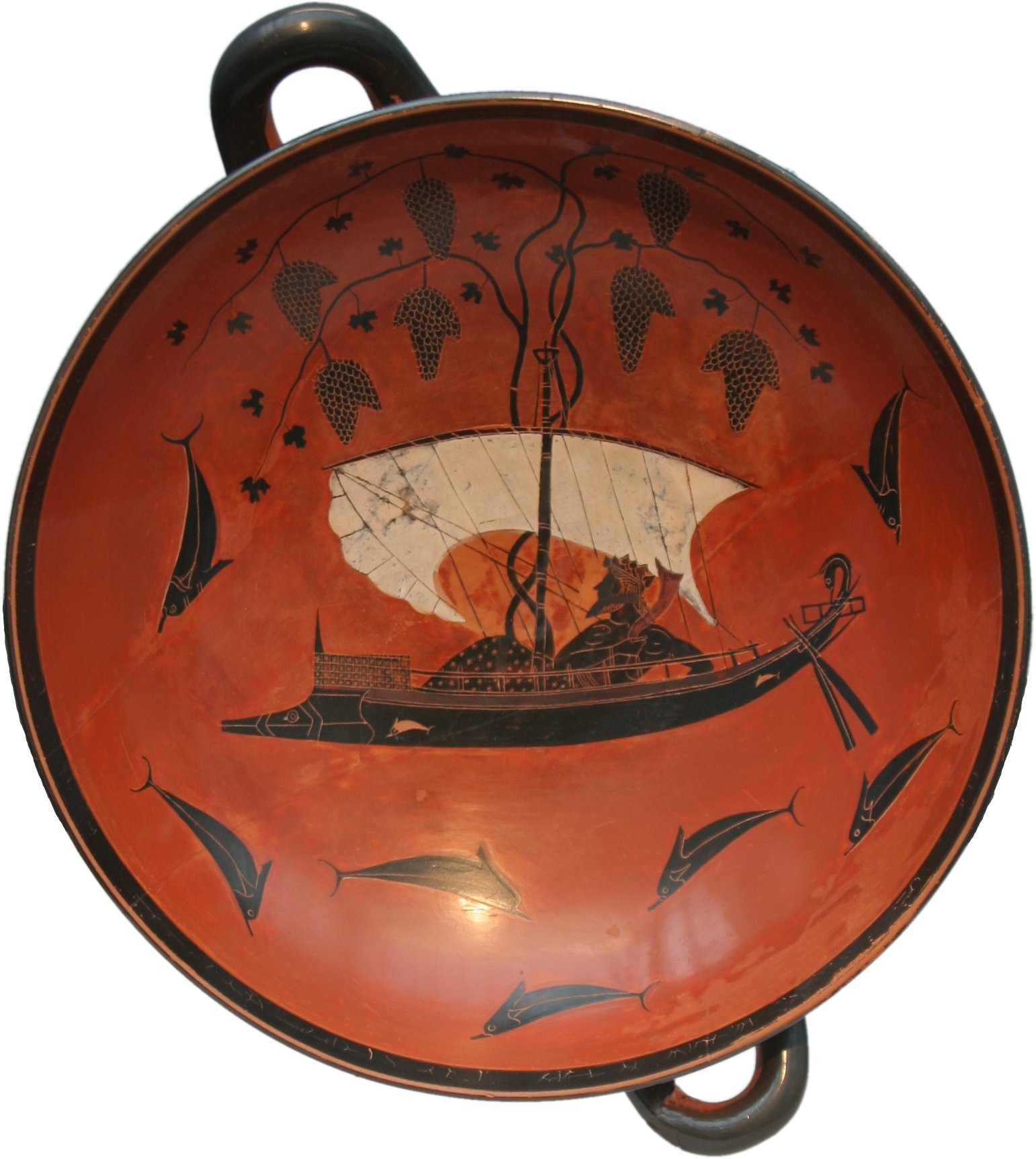
Czara Eksekiasa
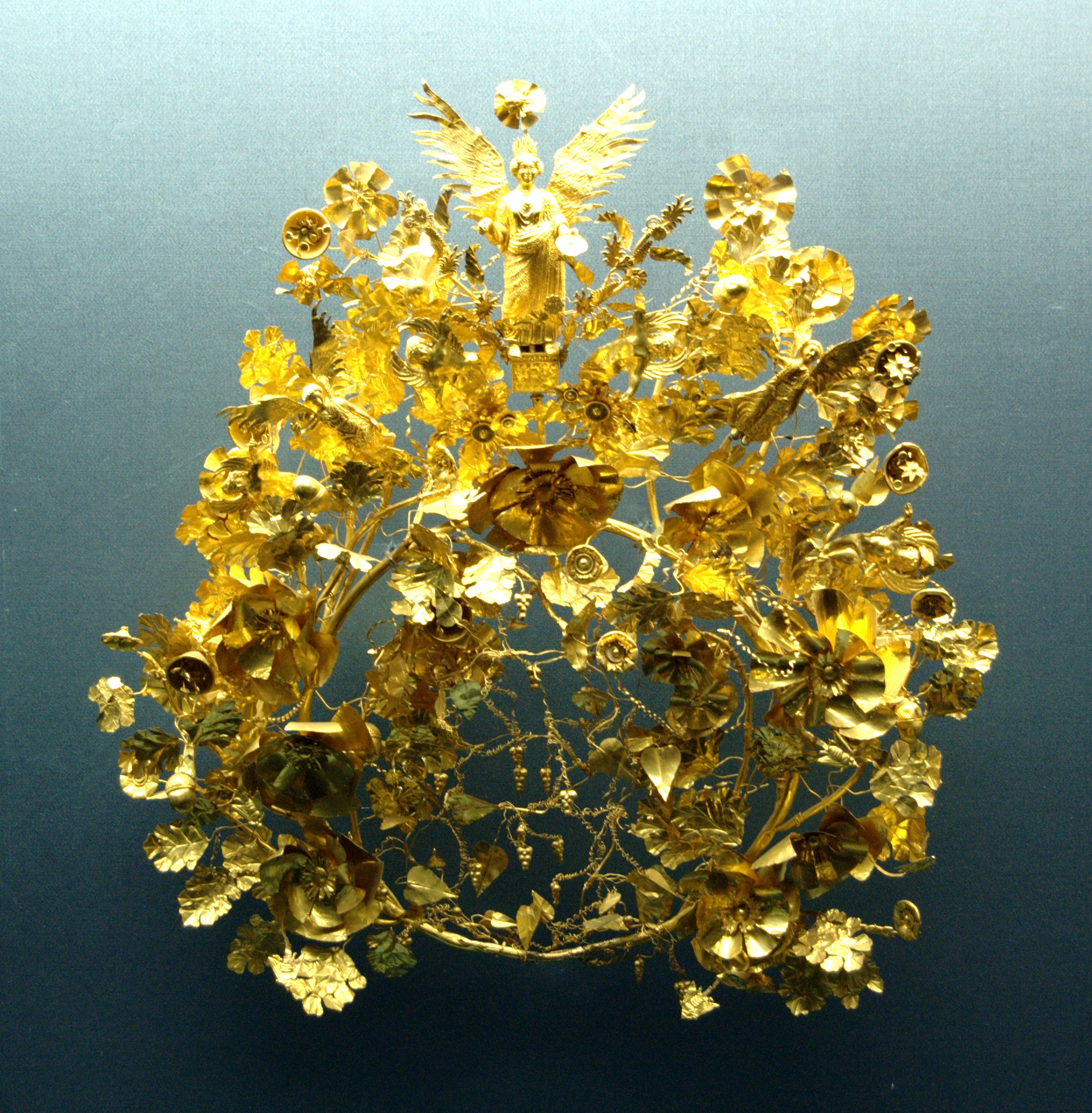
Złota girlanda z Armento
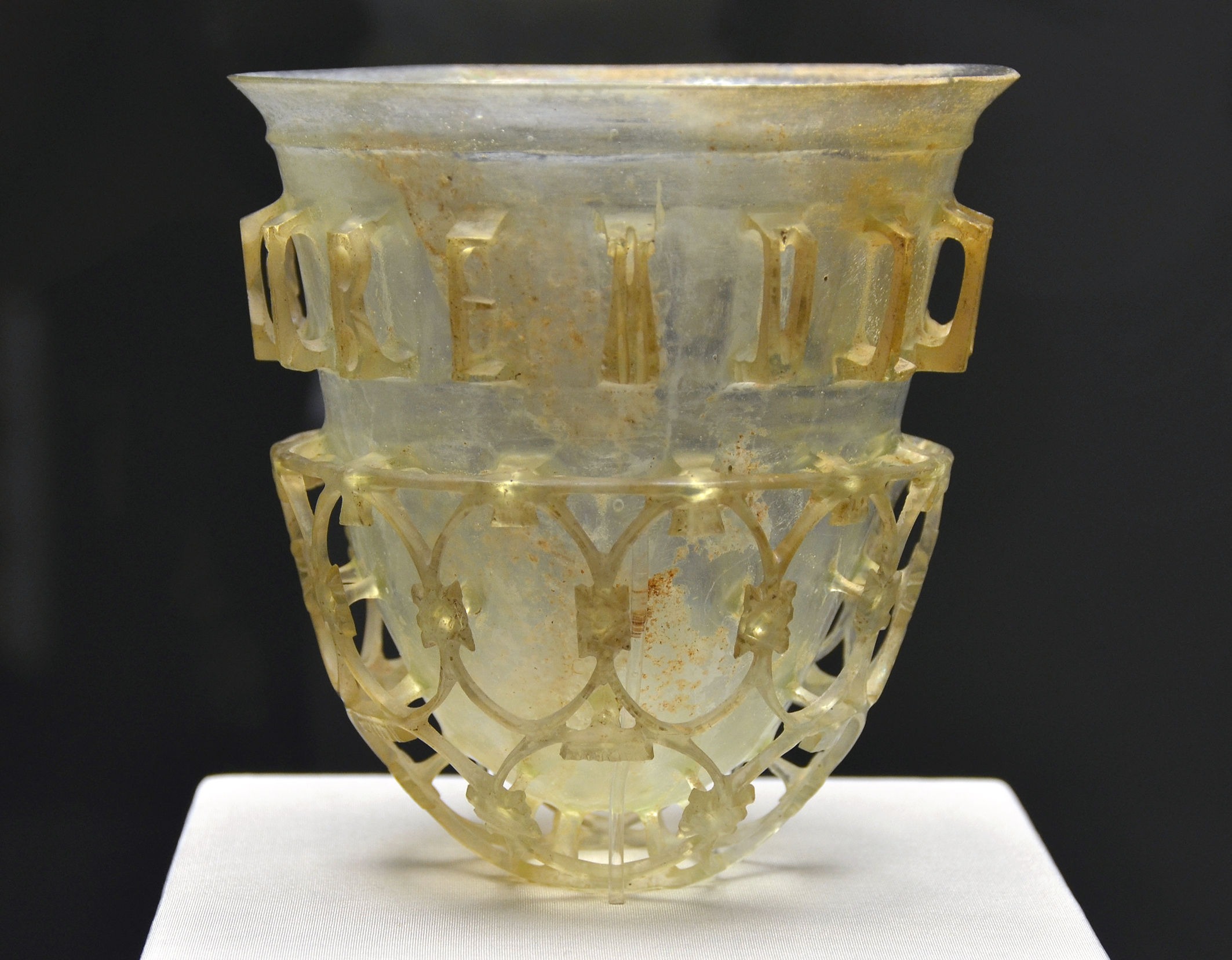
Rzymski kubek z Kolonii
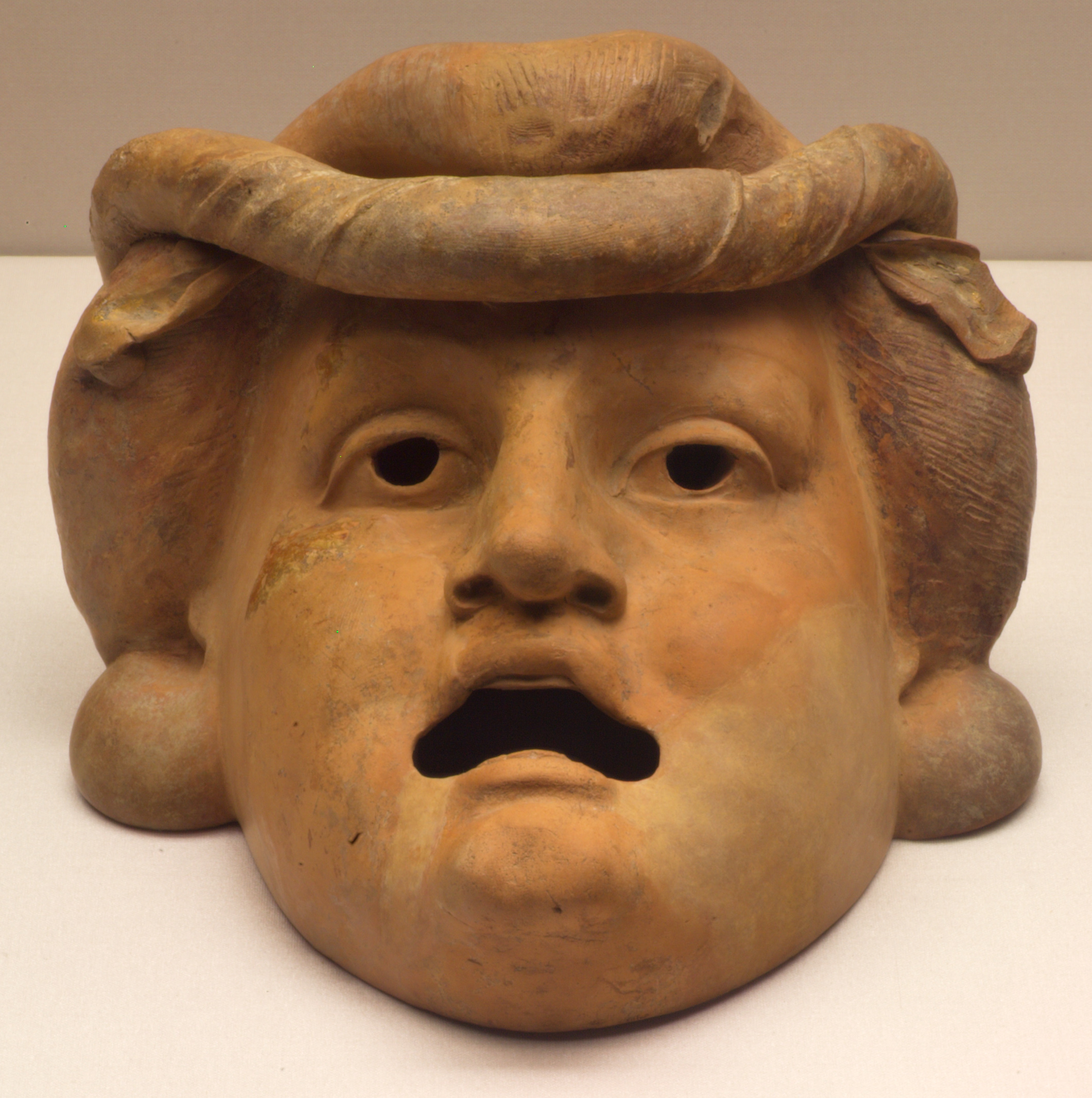
Maska z terakoty